# Journy
Journy est une commune française située dans le département du Pas-de-Calais en région Hauts-de-France. Ses habitants sont appelés les Journysiens.
La commune fait partie de la communauté de communes du Pays de Lumbres qui regroupe 36 communes et compte 24 187 habitants en 2021.
Le territoire de la commune est situé dans le parc naturel régional des Caps et Marais d'Opale.

## Géographie

### Localisation
Localisée dans le nord du département du Pas-de-Calais, dans l'Audomarois, Journy est une commune située, à vol d'oiseau, à 10 km au nord-ouest de la commune de Lumbres et à 19 km à l'est de la commune de Saint-Omer (chef-lieu d'arrondissement).
Le territoire de la commune est limitrophe de ceux de cinq communes.
Les communes limitrophes sont Bonningues-lès-Ardres, Alquines, Audrehem, Haut-Loquin et Quercamps.

### Géologie et relief
La superficie de la commune est de 3,35 km2 ; son altitude varie de 69  à   184 m.

### Hydrographie
Le territoire de la commune est situé dans le bassin Artois-Picardie.
La commune est traversée par le ruisseau d'Alquines, un cours d'eau naturel non navigable de 5,63 km, affluent du Loquin, qui prend sa source dans la commune d'Alquines et se jette dans le Loquin au niveau de la commune d'Audrehem.

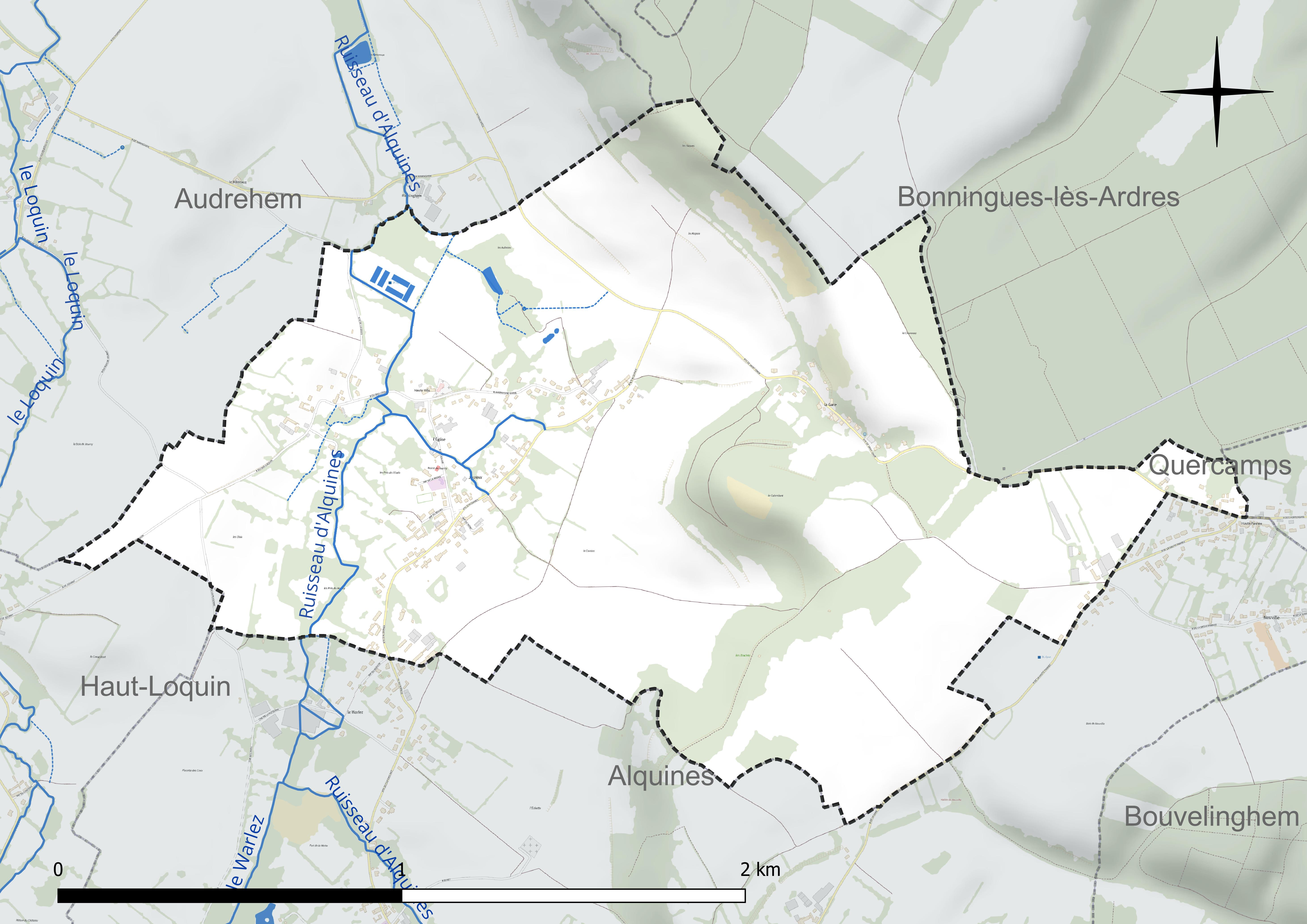
Réseau hydrographique de Journy.

### Climat
Pour des articles plus généraux, voir Climat des Hauts-de-France et Climat du Nord-Pas-de-Calais.
En 2010, le climat de la commune est de type climat océanique franc, selon une étude du CNRS s'appuyant sur une série de données couvrant la période 1971-2000. En 2020, Météo-France publie une typologie des climats de la France métropolitaine dans laquelle la commune est exposée à un climat océanique et est dans la région climatique Côtes de la Manche orientale, caractérisée par un faible ensoleillement (1 550 h/an) ; forte humidité de l’air (plus de 20 h/jour avec humidité relative > 80 % en hiver), vents forts fréquents.
Pour la période 1971-2000, la température annuelle moyenne est de 10,1 °C, avec une amplitude thermique annuelle de 13,2 °C. Le cumul annuel moyen de précipitations est de 908 mm, avec 12,9 jours de précipitations en janvier et 8,6 jours en juillet. Pour la période 1991-2020, la température moyenne annuelle observée sur la station météorologique la plus proche, située sur la commune de Licques à 5 km à vol d'oiseau, est de 10,5 °C et le cumul annuel moyen de précipitations est de 1 138,1 mm,. Pour l'avenir, les paramètres climatiques de la commune estimés pour 2050 selon différents scénarios d'émission de gaz à effet de serre sont consultables sur un site dédié publié par Météo-France en novembre 2022.
| Mois                                  | jan.            | fév.           | mars         | avril         | mai           | juin          | jui.           | août           | sep.          | oct.          | nov.            | déc.           | année     |
| ------------------------------------- | --------------- | -------------- | ------------ | ------------- | ------------- | ------------- | -------------- | -------------- | ------------- | ------------- | --------------- | -------------- | --------- |
| Température minimale moyenne (°C)     | 1,4             | 1,3            | 2,9          | 4,4           | 7,5           | 10,4          | 12,5           | 12,4           | 9,8           | 7,5           | 4,4             | 1,9            | 6,4       |
| Température moyenne (°C)              | 4,2             | 4,5            | 6,8          | 9,4           | 12,5          | 15,3          | 17,5           | 17,5           | 14,7          | 11,4          | 7,5             | 4,7            | 10,5      |
| Température maximale moyenne (°C)     | 7               | 7,8            | 10,8         | 14,4          | 17,5          | 20,2          | 22,4           | 22,6           | 19,5          | 15,2          | 10,5            | 7,4            | 14,6      |
| Record de froid (°C) date du record   | −22 08.01.1985  | −14,5 11.02.12 | −12 04.03.05 | −5,5 13.04.21 | −2,8 01.05.21 | 0 01.06.1975  | 2,5 01.07.1984 | 0,4 25.08.1980 | 0 30.09.18    | −6 29.10.1997 | −8,5 24.11.1998 | −13 07.12.1969 | −22 1985  |
| Record de chaleur (°C) date du record | 14,5 09.01.1998 | 19,5 26.02.19  | 25 31.03.21  | 28,5 19.04.18 | 32,2 27.05.05 | 35,3 21.06.17 | 40,9 25.07.19  | 37,5 07.08.20  | 32,7 13.09.16 | 29,5 01.10.11 | 20,2 19.11.1969 | 15,5 19.12.15  | 40,9 2019 |
| Précipitations (mm)                   | 104,4           | 85,2           | 71,6         | 61,1          | 71,3          | 69,5          | 72,5           | 93             | 93,5          | 126,7         | 143,4           | 145,9          | 1 138,1   |

### Paysages
Pour un article plus général, voir Paysage en France.
La commune s'inscrit dans les « paysages des coteaux calaisiens et du pays de Licques » tels qu'ils sont définis dans l'atlas de paysages de la région Nord-Pas-de-Calais, conçu par la direction régionale de l'Environnement, de l'Aménagement et du Logement (DREAL),.
Ces « paysages des coteaux calaisiens et du pays de Licques » concernent 56 communes du Pas-de-Calais. Ces paysages s'étendent sur environ 30 km de long (est-ouest) et 15 km de large (nord-sud) et présentent deux sous-ensembles : les coteaux calaisiens au nord et le pays de Licques au sud. Les altitudes de ces paysages varient de 206 m dans le Pays de Licques, à 120 m dans l’ouest des coteaux Calaisiens, près de Guînes, et à 10 m dans l'est, près d'Audruicq.
Ces paysages recouvrent trois entités écopaysagères : les collines guînoises qui constituent le rebord septentrional de l'Artois, l'entité de Bredenarde qui appartient à la plaine maritime flamande, et la cuvette de Licques. Ils sont constitués de 59,70 % de cultures, de 17,30 % de forêts, de 15,11 % de prairies naturelles, permanentes, de 7,45 % d'espaces artificialisés, avec les quatre principales communes que sont Audruicq, Ardres, Guînes et Licques, de 0,27 % d'industries, et de 0,18 % de cours d'eau et plan d'eau.
Les éléments structurants de ces paysages sont la LGV Nord et l'A26, la rivière la Hem qui coule du sud vers le nord-est, les escarpements sur les coteaux du Calaisis et autour du pays de Licques et, d'ouest en est, les différents boisements comme la forêt de Guînes, le bois de l'Abbaye, la forêt de Tournehem et une partie de la forêt d'Éperlecques.

### Milieux naturels et biodiversité

#### Espace protégé
La protection réglementaire est le mode d’intervention le plus fort pour préserver des espaces naturels remarquables et leur biodiversité associée.
Dans ce cadre, la commune fait partie d'un espace protégé : le parc naturel régional des Caps et Marais d'Opale, d’une superficie de 132 499 ha réparties sur 154 communes, géré par le syndicat mixte d'aménagement et de gestion du parc naturel régional des Caps et Marais d'Opale.

#### Zones naturelles d'intérêt écologique, faunistique et floristique
L’inventaire des zones naturelles d'intérêt écologique, faunistique et floristique (ZNIEFF) a pour objectif de réaliser une couverture des zones les plus intéressantes sur le plan écologique, essentiellement dans la perspective d’améliorer la connaissance du patrimoine naturel national et de fournir aux différents décideurs un outil d’aide à la prise en compte de l’environnement dans l’aménagement du territoire.
Le territoire communal comprend deux ZNIEFF de type 1 : 
- la forêt domaniale de Tournehem et ses lisières. Cette ZNIEFF marque le rebord oriental du pays de Licques[15] ;
- les monts d'Audrehem. Ce coteau de craie marneuse turonienne représente la branche est de la cuesta du pays de Licques[16].

et une ZNIEFF de type 2 : la boutonnière de pays de Licques. Cette ZNIEFF, de 17 830 ha, s'étend sur 43 communes.

Carte des ZNIEFF de type 1 et 2 sur la commune
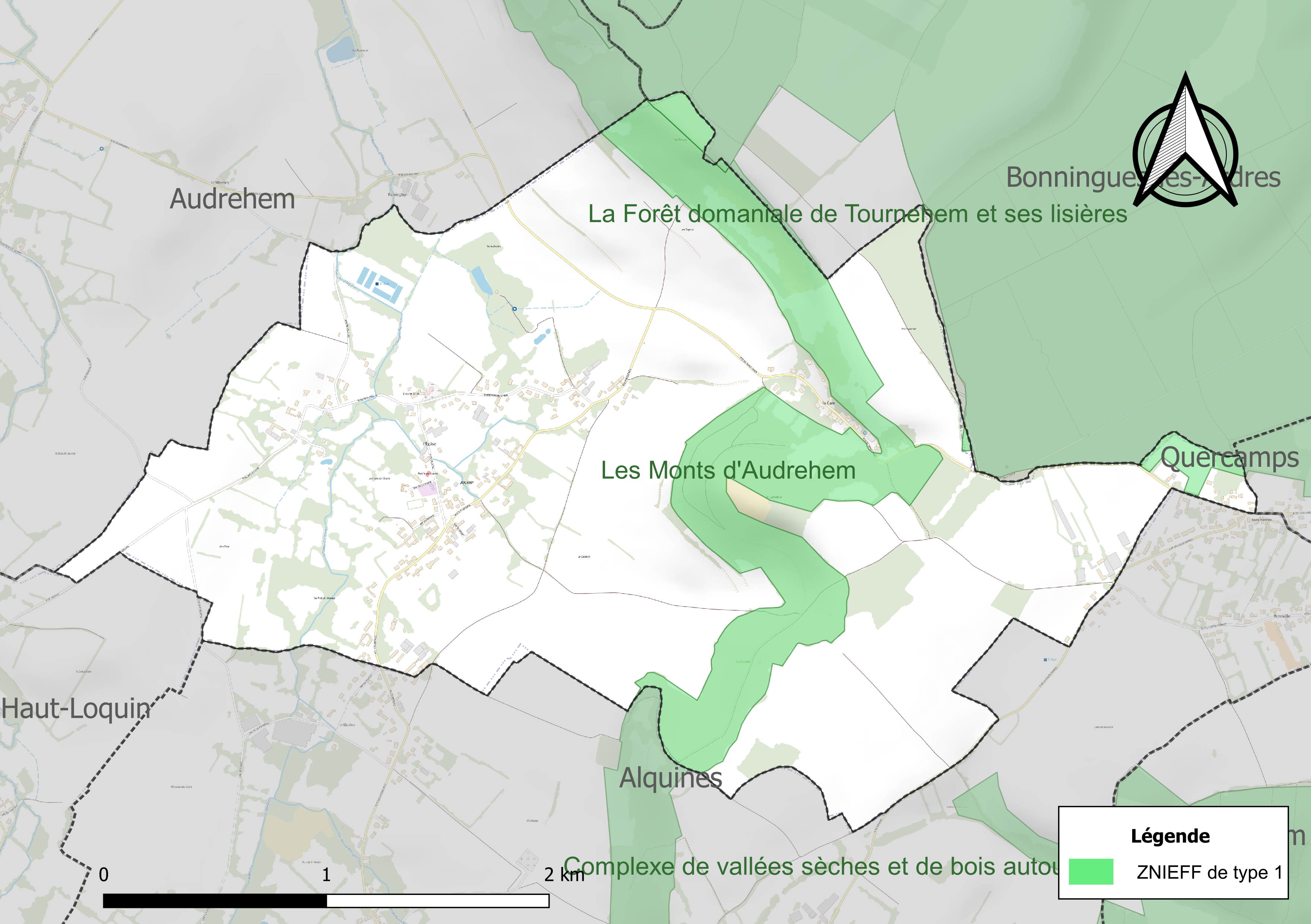
Carte des ZNIEFF de type 1 sur la commune.
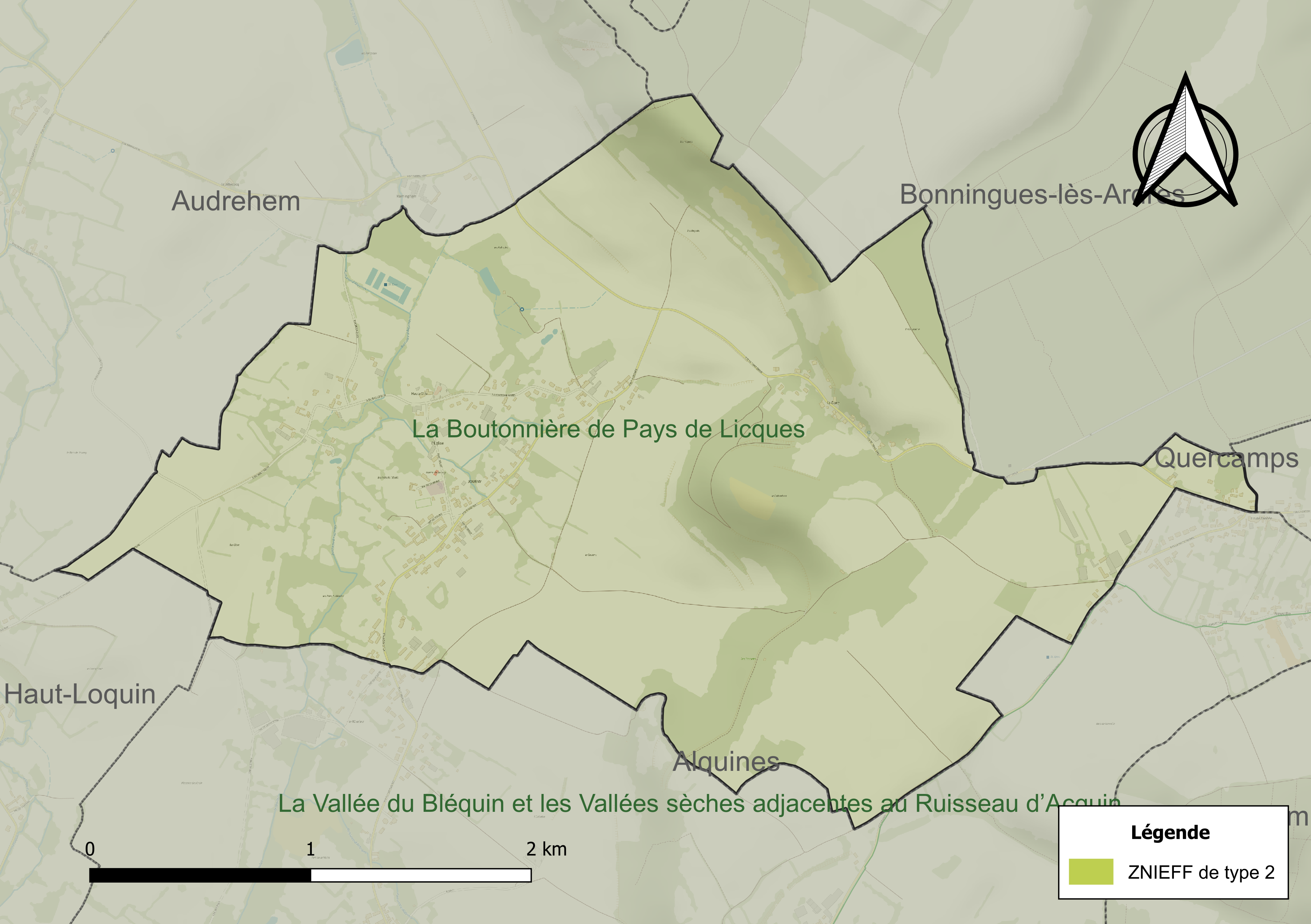
Carte de la ZNIEFF de type 2 sur la commune.

#### Site Natura 2000
Le réseau Natura 2000 est un réseau écologique européen de sites naturels d’intérêt écologique élaboré à partir des directives « habitats » et « oiseaux ». Ce réseau est constitué de zones spéciales de conservation (ZSC) et de zones de protection spéciale (ZPS). Dans les zones de ce réseau, les États membres s'engagent à maintenir dans un état de conservation favorable les types d'habitats et d'espèces concernés, par le biais de mesures réglementaires, administratives ou contractuelles.
Sur la commune, un site Natura 2000 de type B est défini en site d'importance communautaire (SIC) : la forêt de Tournehem et les pelouses de la cuesta du pays de Licques, d’une superficie de 443 ha et d'une altitude variant de 60  à   200 mètres.

#### Espèces faunistiques et floristiques
L’Inventaire national du patrimoine naturel (INPN) recense plusieurs espèces faunistiques et floristiques sur le territoire de la commune dont certaines sont protégées et d’autres menacées et quasi-menacées.

## Urbanisme

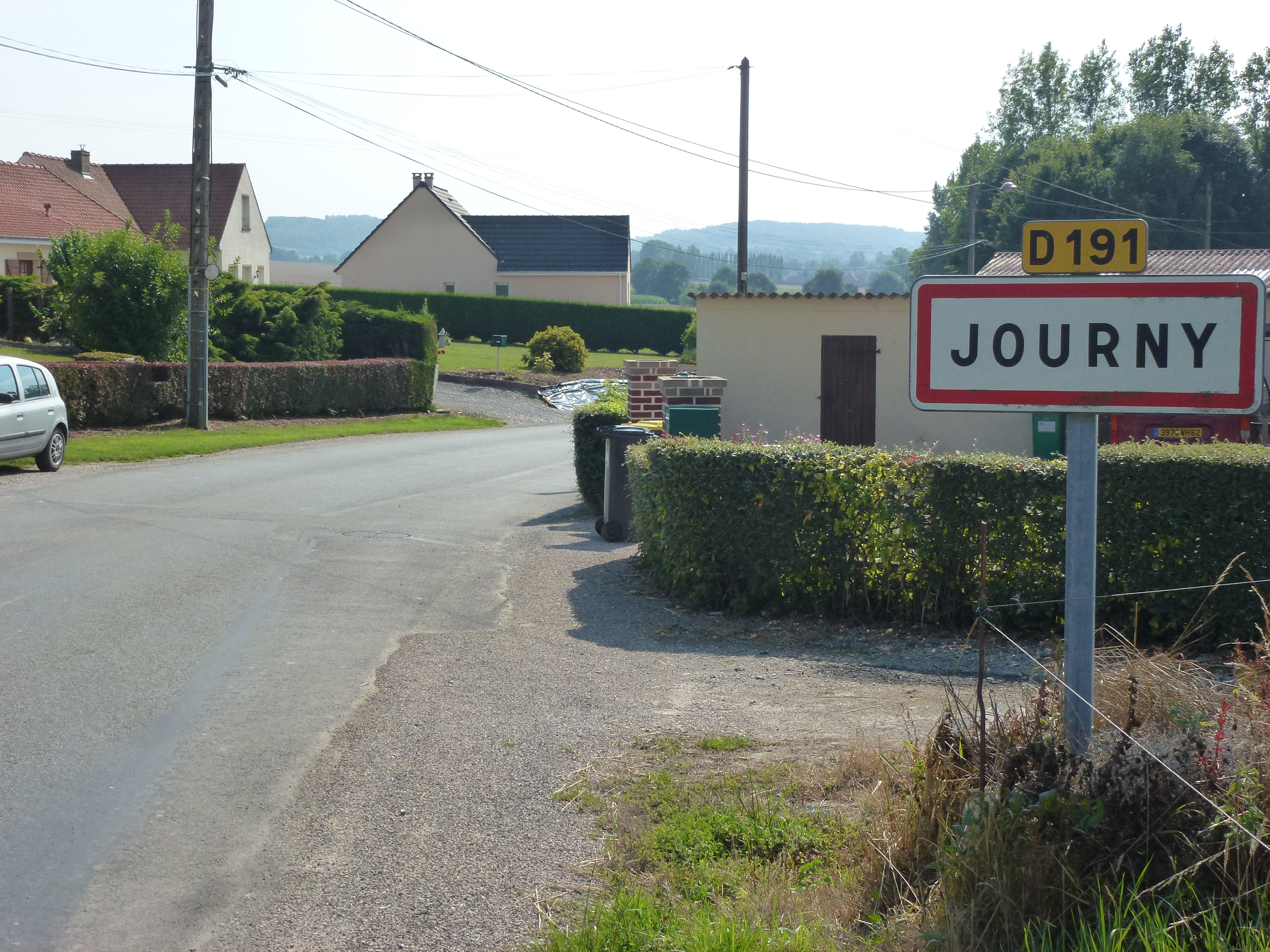
Panneau d'entrée de la commune.

### Typologie
Au 1er janvier 2024, Journy est catégorisée commune rurale à habitat dispersé, selon la nouvelle grille communale de densité à sept niveaux définie par l'Insee en 2022.
Elle est située hors unité urbaine et hors attraction des villes,.

### Occupation des sols
L'occupation des sols de la commune, telle qu'elle ressort de la base de données européenne d’occupation biophysique des sols Corine Land Cover (CLC), est marquée par l'importance des territoires agricoles (81,7 % en 2018), en diminution par rapport à 1990 (84,7 %). La répartition détaillée en 2018 est la suivante : 
terres arables (57 %), zones agricoles hétérogènes (17 %), forêts (12,1 %), prairies (7,6 %), zones urbanisées (6,2 %). L'évolution de l’occupation des sols de la commune et de ses infrastructures peut être observée sur les différentes représentations cartographiques du territoire : la carte de Cassini (XVIIIe siècle), la carte d'état-major (1820-1866) et les cartes ou photos aériennes de l'IGN pour la période actuelle (1950 à aujourd'hui).

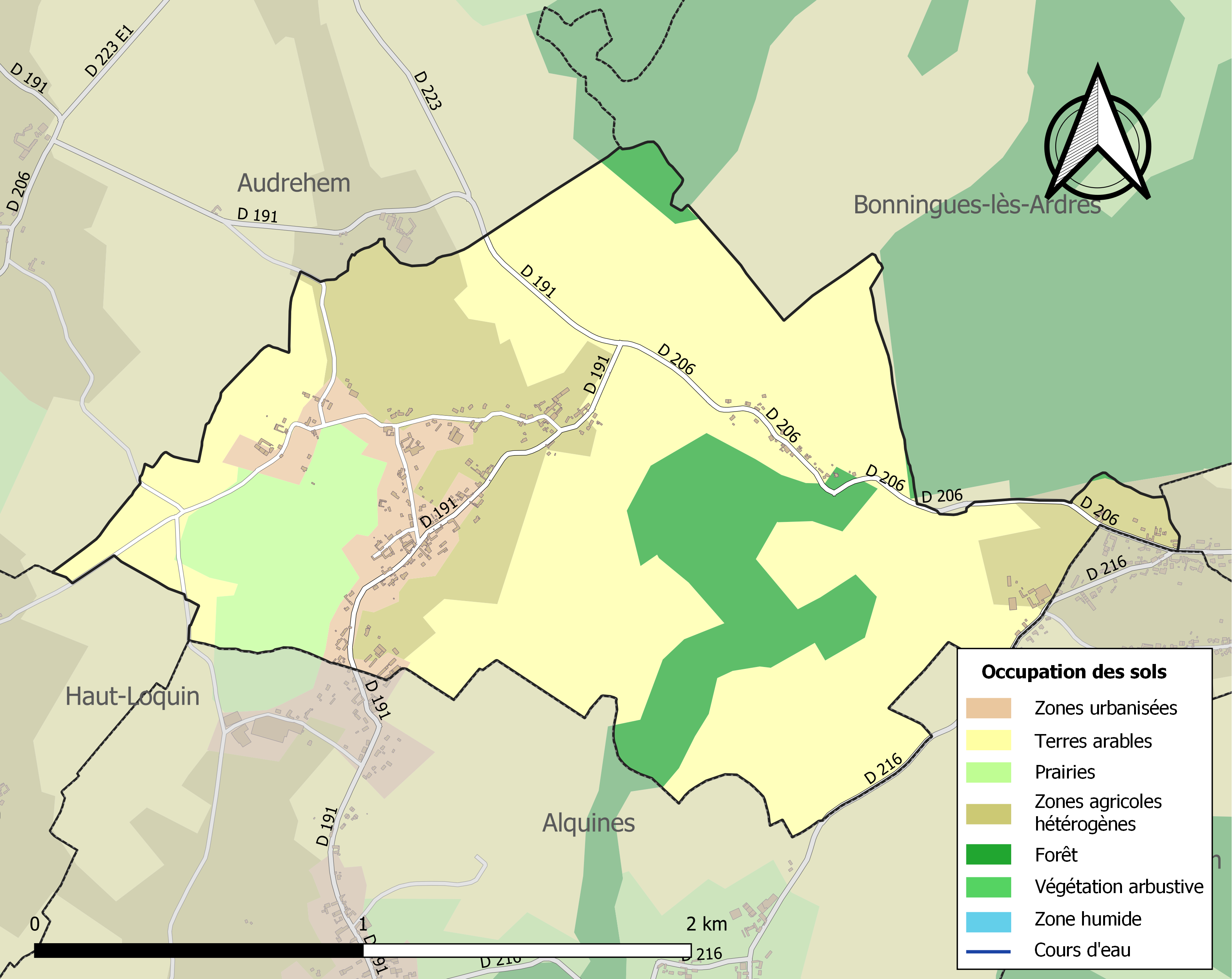
Carte des infrastructures et de l'occupation des sols de la commune en 2018 (CLC).

## Toponymie
Le nom de la localité est attesté sous les formes Jornacus (VIIe siècle), Jornacum (IXe siècle), Jorin ou Jorni et Jurin ou Jurni (1084), Jurniaco, Jorniacum et Jurniacum (1109), Jurni et Jorni (1127), Jornacum (1173), Juerni (XIIIe siècle), Jorneke (1300), Journi (1304), Journy (v. 1512), Journis (1559), Journy-lez-Tournehem (1530).
Viendrait de l'anthroponyme germanique Eurinus ou gallo-romain Juronicus suivi du suffixe gaulois -acum, le tout donnant « le domaine de Eurinus ou Juronicus ».
Jorneke en flamand.

## Histoire
En 1225, Guillaume abbé de l'abbaye Saint-Médard d'Andres et les religieux approuvent la vente d'un bos et de deux mesures de terre (un peu moins d'un hectare) arables faites à l'évêque de Thérouanne par leur vassal Jordan de Jorni ou Journy.
Le village a été desservi de 1882 à 1955  par une gare sur le chemin de fer d'Anvin à Calais, un chemin de fer secondaire à voie métrique. Le hameau de La Gare rappelle cette histoire ferroviaire.
La commune abritait autrefois une lande acide appelée Les dornes (comme dans d'autres communes du Nord de la France) qui a plusieurs fois brûlé le long de la ligne du chemin de fer d'Anvin à Calais (peut-être à la suite de retombées d'escarbilles), entre le mont d’Audrehem, face au hameau de Wissoc et le Buisson (commune d'Alquines). Le journal l'Indépendant rapporte par exemple qu'en avril 1908, 70 ares de dornes et 35 ares de bois de l’ancienne seigneurie de Journy ont plusieurs fois brûlé (avec un feu prenant toujours après le passage du train de 3 h 25, ce qui a justifié une enquête de gendarmerie). Ce printemps a dû être exceptionnellement sec, car la même semaine un important incendie s'est déclaré dans les « dornes » de Longuenesse ; « aux Bruyères, derrière le cimetière de Longuenesse », et cette même année, à Lumbres un incendie d’origine inconnue a également ravagé une parcelle du bois de la montagne de Samettes, propriété de M. de Raismes.

## Politique et administration

### Découpage territorial
La commune est dans l'arrondissement de Saint-Omer du département du Pas-de-Calais.

#### Commune et intercommunalités
Journy était membre de la communauté de communes de la région d'Ardres et de la vallée de la Hem, un établissement public de coopération intercommunale (EPCI) à fiscalité propre créé fin 1999  et auquel la commune avait transféré un certain nombre de ses compétences, dans les conditions déterminées par le code général des collectivités territoriales.
Dans le cadre des prescriptions du schéma départemental de coopération intercommunale approuvé le 22 décembre 2011, cette intercommunalité est dissoute et certaines des communes membres, dont Journy, intègrent, le 1er janvier 2014, la communauté de communes du Pays de Lumbres.

#### Circonscriptions administratives
La commune faisait partie depuis 1803 du canton d'Ardres. Dans le cadre du redécoupage cantonal de 2014 en France, cette circonscription administrative territoriale a disparu, et le canton n'est plus qu'une circonscription électorale.
Pour les élections départementales, la commune fait partie depuis 2014 du canton de Lumbres.

#### Circonscriptions électorales
Pour l'élection des députés, la commune fait partie de la sixième circonscription du Pas-de-Calais.

### Élections municipales et communautaires

#### Liste des maires
| Période                                  | Période                    | Identité             | Étiquette | Qualité                                                                    |
| ---------------------------------------- | -------------------------- | -------------------- | --------- | -------------------------------------------------------------------------- |
| Les données manquantes sont à compléter. |                            |                      |           |                                                                            |
| mars 2001                                | juillet 2020               | Vincent Charlemagne, | DVD       | Chef d'entreprise Président du SIVU du RPI Alquines, Journy et Haut-Loquin |
| juillet 2020                             | juin 2021,                 | Jean-Pierre Dusart   |           | Démissionnaire                                                             |
| 17 septembre 2021                        | En cours (au 24 mars 2022) | Micheline Cocquerel  |           | Ancien artisan, commerçant, chef d'entreprise,                             |

## Population et société

### Démographie
Les habitants sont appelés les Journysiens.

#### Évolution démographique
L'évolution du nombre d'habitants est connue à travers les recensements de la population effectués dans la commune depuis 1793. Pour les communes de moins de 10 000 habitants, une enquête de recensement portant sur toute la population est réalisée tous les cinq ans, les populations de référence des années intermédiaires étant quant à elles estimées par interpolation ou extrapolation. Pour la commune, le premier recensement exhaustif entrant dans le cadre du nouveau dispositif a été réalisé en 2006.

En 2022, la commune comptait 306 habitants, en évolution de +8,13 % par rapport à 2016 (Pas-de-Calais : −0,72 %, France hors Mayotte : +2,11 %).
| 1793 | 1800 | 1806 | 1821 | 1831 | 1836 | 1841 | 1846 | 1851 |
| ---- | ---- | ---- | ---- | ---- | ---- | ---- | ---- | ---- |
| 250  | 281  | 289  | 335  | 295  | 294  | 292  | 268  | 292  |

| 1856 | 1861 | 1866 | 1872 | 1876 | 1881 | 1886 | 1891 | 1896 |
| ---- | ---- | ---- | ---- | ---- | ---- | ---- | ---- | ---- |
| 274  | 261  | 271  | 261  | 256  | 290  | 277  | 263  | 263  |

| 1901 | 1906 | 1911 | 1921 | 1926 | 1931 | 1936 | 1946 | 1954 |
| ---- | ---- | ---- | ---- | ---- | ---- | ---- | ---- | ---- |
| 264  | 278  | 261  | 221  | 228  | 210  | 216  | 219  | 235  |

| 1962 | 1968 | 1975 | 1982 | 1990 | 1999 | 2006 | 2011 | 2016 |
| ---- | ---- | ---- | ---- | ---- | ---- | ---- | ---- | ---- |
| 256  | 241  | 239  | 221  | 246  | 230  | 266  | 273  | 283  |

| 2021 | 2022 | - | - | - | - | - | - | - |
| ---- | ---- | - | - | - | - | - | - | - |
| 297  | 306  | - | - | - | - | - | - | - |

#### Pyramide des âges
En 2018, le taux de personnes d'un âge inférieur à 30 ans s'élève à 34,6 %, soit en dessous de la moyenne départementale (36,7 %). De même, le taux de personnes d'âge supérieur à 60 ans est de 22,9 % la même année, alors qu'il est de 24,9 % au niveau départemental.
En 2018, la commune comptait 148 hommes pour 135 femmes, soit un taux de 52,30 % d'hommes, largement supérieur au taux départemental (48,50 %).
Les pyramides des âges de la commune et du département s'établissent comme suit.
| Hommes | Classe d’âge | Femmes |
| ------ | ------------ | ------ |
| 0,0    | 90 ou +      | 0,7    |
| 8,1    | 75-89 ans    | 5,9    |
| 12,8   | 60-74 ans    | 18,5   |
| 18,9   | 45-59 ans    | 21,5   |
| 21,6   | 30-44 ans    | 23,0   |
| 16,9   | 15-29 ans    | 11,1   |
| 21,6   | 0-14 ans     | 19,3   |

| Hommes | Classe d’âge | Femmes |
| ------ | ------------ | ------ |
| 0,5    | 90 ou +      | 1,6    |
| 5,6    | 75-89 ans    | 8,9    |
| 16,7   | 60-74 ans    | 18,1   |
| 20,2   | 45-59 ans    | 19,2   |
| 18,9   | 30-44 ans    | 18,1   |
| 18,2   | 15-29 ans    | 16,2   |
| 19,9   | 0-14 ans     | 17,9   |

## Culture locale et patrimoine

### Lieux et monuments

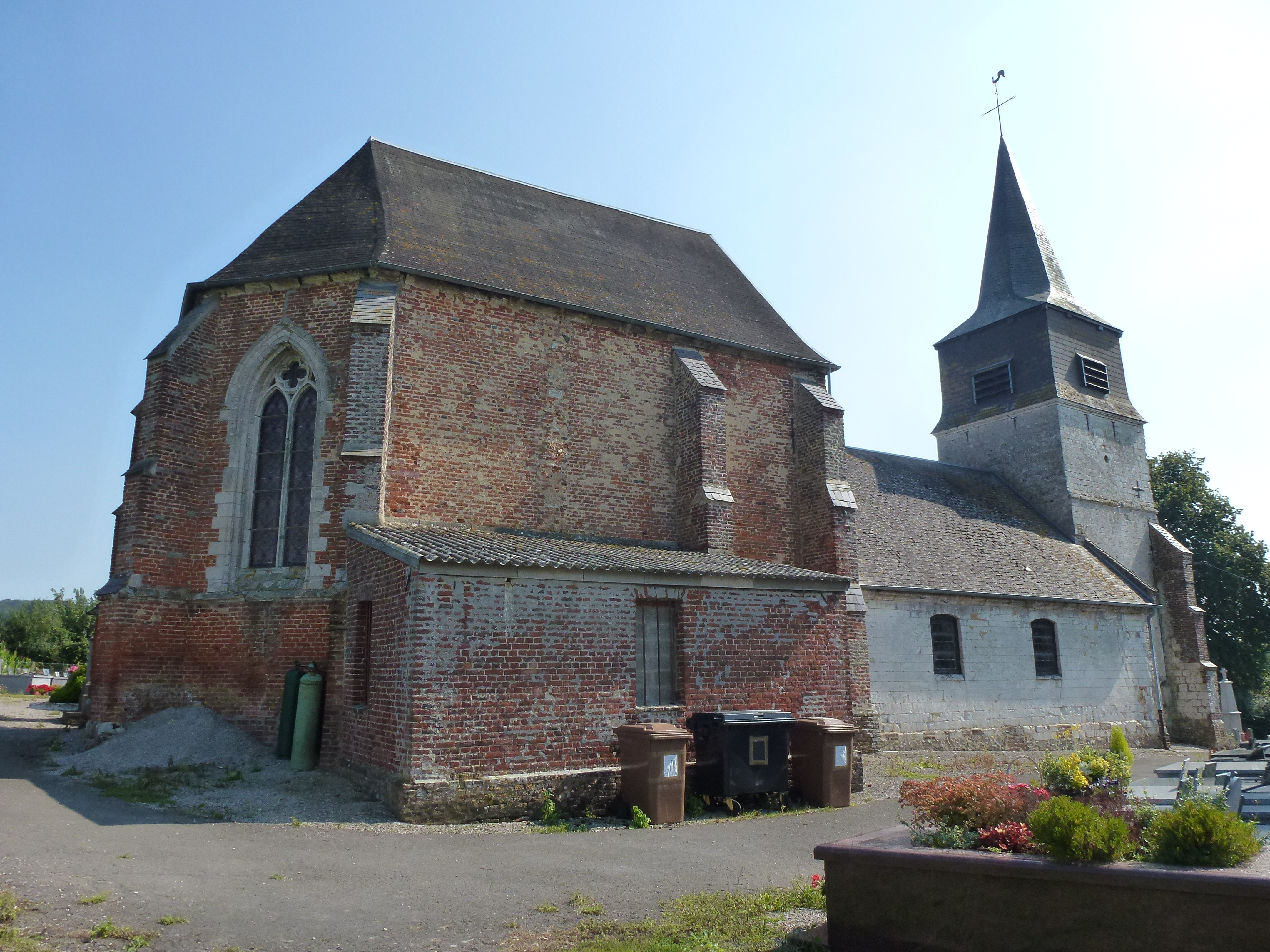
Une base allemande, datant de la Seconde Guerre mondiale, de lancement de V1 se trouve à la lisière de la forêt de Tournehem (sur le passage du GR 128). Deux longs pans de murs inclinés sont visibles. Depuis décembre 2008, un panneau a été installé par l'Office national des forêts (ONF) et le site de la coupole d'Helfaut donnant des informations détaillées (textes et croquis) sur cette installation.
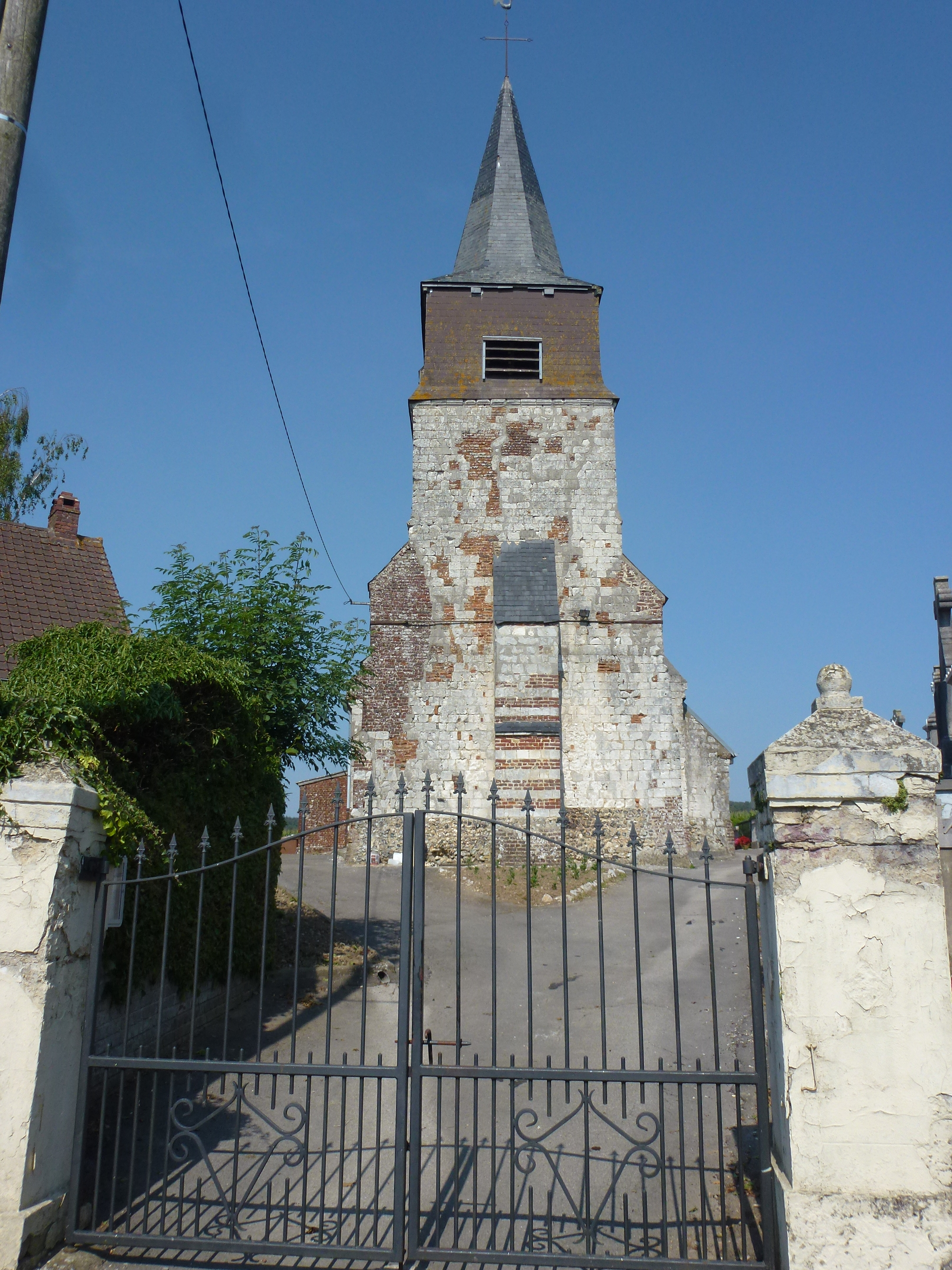
L'église Saint-Omer.
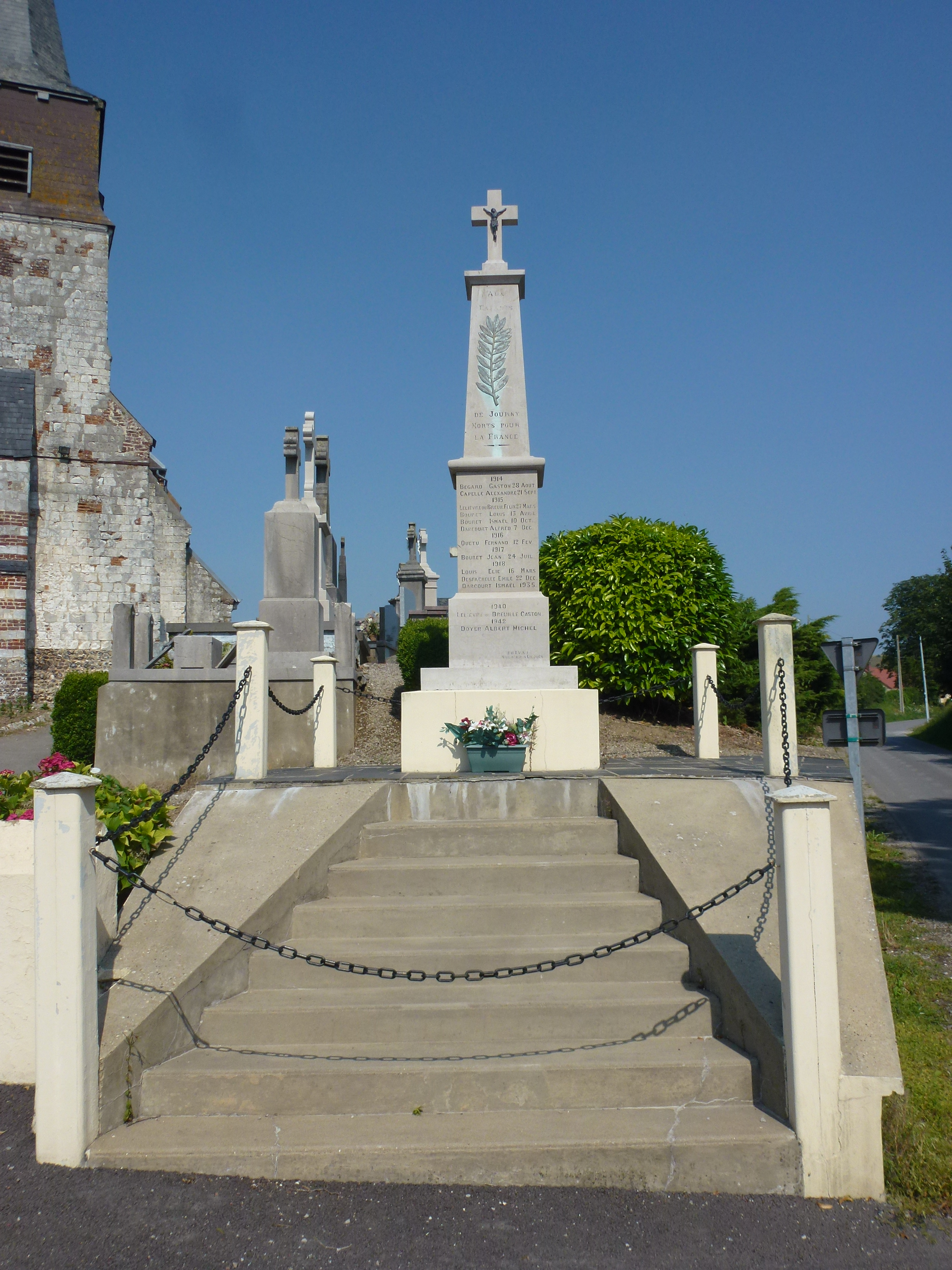
Le monument aux morts[50].

- L'église Saint-Omer.
- Façade de l'église.
- Le monument aux morts.

### Personnalités liées à la commune
- Jean-Claude Boulanger, (1945-), évêque de Bayeux-Lisieux, né dans la commune[51].

### Héraldique
| Blason de Journy | Blason  | D'or à la fasce de gueules surmontée d'une trangle vivrée de trois pièces et alésée de sable. |
| Blason de Journy | Détails | Inspiré des armes de la famille de Journy, qui portait : « d'argent à la fasce de gueules surmontée d'une trangle vivrée du même », et dont le premier membre attesté en 1302, Jean de Journy, portait sur son sceau. Le statut officiel du blason reste à déterminer. |

## Pour approfondir

#### Bases de données, dictionnaires et encyclopédies
- Ressources relatives à la géographie :   - Insee (communes)
  - Ldh/EHESS/Cassini
- Ressource relative à plusieurs domaines :   - Annuaire du service public français
- Notices d'autorité :   - BnF (données)